# Bradyinoidea
Bradyinoidea es una superfamilia de foraminíferos cuyos taxones se han incluido tradicionalmente en la superfamilia Endothyroidea, del suborden Fusulinina y del orden Fusulinida. Su rango cronoestratigráfico abarca desde el Viseense (Carbonífero inferior) hasta el Sakmariense (Pérmico inferior).

## Discusión
Clasificaciones más recientes incluyen Bradyinoidea en el suborden Endothyrina, del orden Endothyrida, de la subclase Fusulinana y de la clase Fusulinata.

## Clasificación
Bradyinoidea incluye a la siguiente familia:
- Familia Bradyinidae